# Rhyssemus philippineus
Rhyssemus philippineus är en skalbaggsart som beskrevs av Masumoto 1980. Rhyssemus philippineus ingår i släktet Rhyssemus och familjen Aphodiidae. Inga underarter finns listade i Catalogue of Life.